# Kernkraftwerk Arkansas One
Das Kernkraftwerk Arkansas One (englisch Arkansas Nuclear One, kurz ANO) mit zwei Druckwasserreaktoren ist in Russellville im US-Bundesstaat Arkansas gelegen. Block 1 wurde von Babcock and Wilcox und Block 2 von Combustion Engineering gebaut.

## Geschichte
Die beiden Reaktoren wurden ab 1968 gebaut. Block 1 ging am 17. August 1974 und Block 2 am 26. Dezember 1978 ans Netz.

### Block 1
Der Reaktor von Block 1 stammt von Babcock & Wilcox, die Turbine wurde von Westinghouse hergestellt. Zur Kühlung wird Lake Dardanelle verwendet.
Die erteilte Betriebslizenz für Block 1 lief ursprünglich bis zum 19. Mai 2014. Ein 2000 gestellter Antrag auf Verlängerung der Betriebslizenz um 20 Jahre wurde von der Nuclear Regulatory Commission (NRC) am 20. Juni 2001 bewilligt, somit läuft die Lizenz bis zum 19. Mai 2034.

### Block 2
Der Reaktor von Block 2 stammt von Combustion Engineering, die Turbine wurde von General Electric hergestellt. Block 2 nutzt einen ca. 136 m (447ft) hohen Kühlturm.
Die erteilte Betriebslizenz für Block 2 lief ursprünglich bis zum 17. August 2018. Ein 2003 gestellter Antrag auf Verlängerung der Betriebslizenz um 20 Jahre wurde von der NRC am 30. Juni 2005 bewilligt, somit läuft die Lizenz bis zum 17. August 2038.

## Zwischenfälle
Am 31. März 2013 kam es zu einem tödlichen Unfall durch den Ausfall eines Krans während der Revision. Infolgedessen fiel die Last des Krans, der Generator von Block 1. Bei dem Unfall kam eine Person ums Leben, acht weitere wurden verletzt. Beide Blöcke gingen vom Netz. Für die Öffentlichkeit bestand laut Betreiber und Behörden keine Gefahr.
Block 2 ging am 29. April wieder ans Netz.
Am 8. August war Block 1 wieder voll am Netz.
Am Morgen des 9. Dezember 2013 wurden eine Explosion sowie Löscharbeiten auf dem Gelände des Kernkraftwerks gemeldet. Ein Transformator in Block 2 war in Brand geraten. Der betreffende Block wurde daraufhin abgeschaltet. Die Betreibergesellschaft stufte den Vorfall als Unusual Event ein, was einem Störfall unterhalb der INES-Skala gleichzusetzen ist.
Im Dezember 2016 wurde bekannt, dass auch Arkansas One vom Creusot-Forge-Skandal um gefälschte Zertifikate betroffen ist. Teile des Deckels des Reaktordruckbehälters stammen von der belasteten Areva-Tochter.

## Daten der Reaktorblöcke
Das Kernkraftwerk Arkansas One hat insgesamt zwei Blöcke:
| Reaktorblock   | Reaktortyp         | Netto- leistung | Brutto- leistung | Baubeginn  | Netzsyn- chronisation | Kommer- zieller Betrieb | Abschal- tung         |
| -------------- | ------------------ | --------------- | ---------------- | ---------- | --------------------- | ----------------------- | --------------------- |
| Arkansas One-1 | Druckwasserreaktor | 836 MW          | 903 MW           | 01 10.1968 | 17.08.1974            | 19.12.1974              | 19.05.2034 Lizenzende |
| Arkansas One-2 | Druckwasserreaktor | 988 MW          | 1065 MW          | 06.12.1968 | 26.12.1978            | 26.03.1980              | 17.07.2038 Lizenzende |